# Nienke Kremers
Nienke Kremers (21 februari 1985) is een voormalig
Nederlands hockeyinternational, en speelde tot dusver (peildatum 27 augustus 2007) 34 officiële interlands (nul doelpunten) voor de Nederlandse vrouwenploeg. 
Haar debuut in Oranje maakte Kremers op achttienjarige leeftijd op 20 juni 2003 in het zeslandentoernooi te Busan (Zuid-Korea) in de wedstrijd tegen Zuid-Afrika (0-3). Tot op heden poogt zij een basisplek te veroveren in de Oranje-selectie. Bondscoach Marc Lammers liet haar voor het Wereldkampioenschap van 2006 in Madrid op het laatste moment buiten zijn selectie. Voor het Europees kampioenschap 2007 in Manchester werd Kremers op de valreep wel geselecteerd, in de plaats van de geblesseerde Eva de Goede.
Kremers speelt sinds de zomer van 2005 op het middenveld bij Hockeyclub 's-Hertogenbosch. In Oranje wordt ze ook wel in de verdediging ingezet. Haar eerste club was Oranje Zwart.

## Erelijst
Kremers won met Den Bosch in de periode 2005-2007 tweemaal de landstitel en tweemaal de Europa Cup I.
- 1e plaats Champions Trophy 2007 te Quilmes (Arg)
- zilver EK hockey 2007 te Manchester (GBr)